# Zsolt Búr
Zsolt Búr (né le 1er août 1981) est un coureur cycliste hongrois, pratiquant le cyclo-cross et le VTT.

## Palmarès en cyclo-cross
- 2010-2011
  - 3e du championnat de Hongrie de cyclo-cross
- 2013-2014
  - 3e du championnat de Hongrie de cyclo-cross
- 2014-2015
  - 3e du championnat de Hongrie de cyclo-cross
- 2015-2016
  -  Champion de Hongrie de cyclo-cross
- 2016-2017
  -  Champion de Hongrie de cyclo-cross
- 2017-2018
  -  Champion de Hongrie de cyclo-cross
- 2018-2019
  - 3e du championnat de Hongrie de cyclo-cross
- 2019-2020
  - 2e du championnat de Hongrie de cyclo-cross
- 2020-2021
  -  Champion de Hongrie de cyclo-cross
- 2021-2022
  -  Champion de Hongrie de cyclo-cross

## Palmarès en VTT
- 2016
  - 2e du championnat de Hongrie de cross-country